# Teledeporte

Vecchio logo

Teledeporte è un canale tematico della Televisión Española dedicato allo sport. Trasmette da Sant Cugat del Vallès, centro di produzione di TVE Catalunya.
Ha iniziato le sue trasmissioni nel 1994 tramite il satellite Hispasat, essendo il secondo canale di carattere unicamente sportivo impiantatosi in Spagna, dopo Eurosport (ma prima di Sportmania, Canal+ Deporte e Telecinco Sport).
Dopo un inizio di trasmissioni in chiaro, a partire dal 1997 è divenuto a pagamento. Dal 2007 è tornato ad essere gratuito tramite la televisione digitale terrestre.
Inoltre, del 2013 trasmette in alta definizione sempre sul DTT.